# Cal Berta (Gisclareny)
Cal Berta és una obra de Gisclareny (Berguedà) inclosa a l'Inventari del Patrimoni Arquitectònic de Catalunya.

## Descripció
Petita masia de planta rectangular coberta a dues aigües amb uralita i el carener perpendicular a la façana de ponent. La masia té els murs fets de petites pedres sense treballar unides amb morter. Les obertures es concentren a la façana principal i són de petites dimensions i allindades.

## Història
La masia dona nom a un dels veïnats del terme de Gisclareny, el que està situat sota el turó que domina l'església de la mare de déu del roser. Possiblement, es construí a finals del segle xvii o principis del segle següent.
En els últims anys s'ha condicionat com a segona residència, usant nous materials que no respecten l'aspecte primitiu.